# Autostrada A404 (Franța)
Autostrada A404, sau A404, este o autostradă franceză, ramură a A40, care deservește aglomerația Oyonnax și asigură o legătură cu Jura.
Aceasta este în întregime concesionată companiei APRR și parțial cu taxă (între Oyonnax-Sud și A40).
Această ramură autorutieră a fost prelungită din 2014 către Dortan printr-o șosea expres departamentală, D31.

## Istoric
Declarații de utilitate publică:
- 24 mai 1988: Secțiunea Oyonnax-Sud – Oyonnax-Nord (ieșirea 10 – D31), (declarație prelungită la 18 mai 1993) → (D31), (clasificată ca autostradă la 31 mai 1994[1]).
- 24 mai 1988: Secțiunea Brion – Oyonnax-Sud (ieșirile 9 – 10), (declarație prelungită la 18 mai 1993) → (D31), (declarația a fost abandonată la 31 mai 1994, odată cu clasificarea ca autostradă a întregii legături).
- 31 mai 1994: Secțiunea Maillat – Oyonnax-Sud (A40 – ieșirea 10)[2], (anulează declarația de utilitate publică pentru drum expres din 1988).

Puneri în funcțiune:
- 29 noiembrie 1997: Secțiunea Maillat – Oyonnax-Nord (A40 – D31).

## Traseu
| De la A40 până la ieșirea 10: secțiune cu taxă, concesionată companiei APRR.                                |                                                                                |        |
| A40 E21 E62                                                                                                 |                                                                                |        |
| Intersecție                                                                                                 | Nod rutier între A40 și A404: Paris, Strasbourg, Lyon; Milano, Annecy, Geneva. | A40    |
| 8 - Saint-Martin-du-Fresne                                                                                  | Oraș deservit: Hauteville-Lompnes.                                             | RD1084 |
| A404 |                                                                                |        |
| | Viaductul Brion (220 m).                                                       |        |
| 9 - Montréal-la-Cluse                                                                                       | Orașe deservite: Nantua, Montréal-la-Cluse.                                    | RD979  |
| | Punctul de taxare Groissiat .                                                  |        |
| 10 - Parc industriel Sud                                                                                    | Orașe deservite: Oyonnax, Bellignat, Parcul industrial Sud.                    | RD130  |
| De la ieșirea 10 până la capătul autostrăzii în exploatare: secțiune gratuită, concesionată companiei APRR. |                                                                                |        |
| 11 - Oyonnax-Ouest                                                                                          | Orașe deservite: Oyonnax, Parcul industrial Vest.                              | RD13   |
| 12 -Parc industriel Nord                                                                                    | Zonă deservită: Parcul industrial Nord.                                        |        |
| A404 |                                                                                |        |
| RD31 | Oyonnax, Dortan, Saint-Claude.                                                 |        |